# Privilège de la terre de France
Le privilège de la terre de France ,,,, ou principe du sol libre est un principe ancien du droit français selon lequel tout esclave foulant le sol de la France métropolitaine est aussitôt affranchi. Souvent exprimé par la maxime « Nul n’est esclave en France », il fut invoqué au cours de procès tels que celui de Pauline Villeneuve en 1715 ou de Furcy au début du XIXe siècle.
À la fin du XVIe siècle, Jean Bodin exprime ce principe ainsi : « la seruitude [...] n’a point de lieu en tout ce Royaume : de sorte mesme que l’esclaue d’un estranger est franc & libre si tost qu’il a mit le pied en France ». Au XVIIe siècle, Antoine Loisel est le premier à le désigner comme une maxime :

« Toutes personnes sont franches en ce roïaume : et sitost qu’un esclave a atteint les marches d’icelui, se faisant baptizer, est affranchi. »

## Histoire

### Du Moyen Âge auXVIIIesiècle: un principe inviolable
« Le plus ancien acte législatif répertorié [...] qui associ[e] le nom de la France à la condition libre » est une ordonnance de 1315 dans laquelle Louis X le Hutin proclame : « Nous, considérant que notre royaume est dit et nommé le royaume des francs ; et voulant que la chose soit accordante au nom, avons ordonné que toute servitude soit ramenée à la franchise. ».

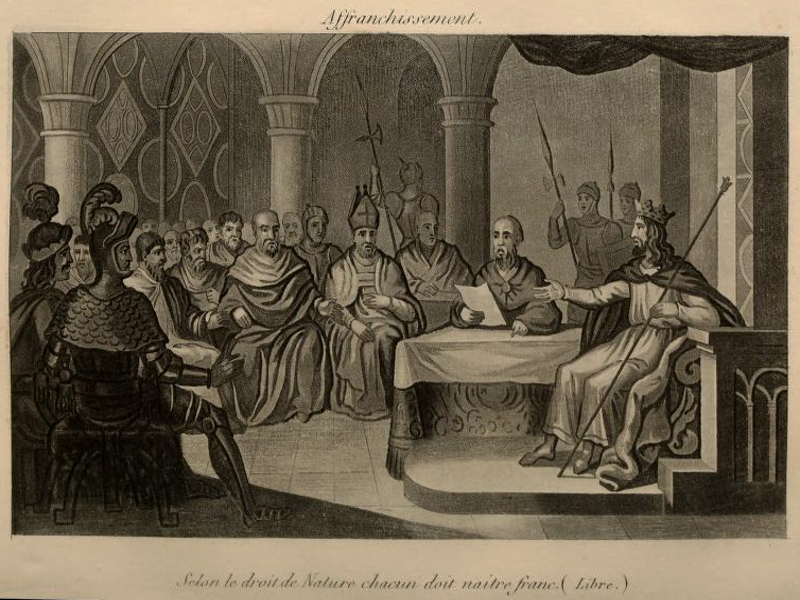
Illustration de l'édit de 1315 de Louis X interdisant l'esclavage sur le sol de France.

Pour l'historienne américaine Sue Peabody, spécialiste de l'esclavage dans l'Empire colonial français, le privilège trouverait son origine dans un « principe municipal toulousain ». En effet, dans l'édition de 1783 des Institutes coutumières d'Antoine Loisel, l'éditeur cite un arrêt de 1402 relatif à « quatre esclaves qui se sauvèrent de Perpignan à Toulouse » et qui furent affranchis par le syndic de Toulouse au motif que, « par un privilège de cette ville, toute sorte d’esclaves étaient libres dès qu'ils avaient mis le pied dans sa banlieue ». Dans les Annales de la ville de Toulouse (1687) de Germain de La Faille (1616-1711), l'auteur discute d'un cas approchant, porté à la connaissance des capitouls en 1406, et précise que les juridictions municipales toulousaines fondaient leurs décisions sur une tradition propre à la ville. Dans les Six Livres de la République (1576) de Jean Bodin, l'auteur appuie sa description du principe sur deux arrêts du parlement de Toulouse dont il avait été témoin au cours de son séjour dans la ville comme étudiant, entre 1550 et 1560,.
Le principe est consacré en février 1571, par un arrêt du parlement de Guyenne séant à Bordeaux (où officie notamment Michel de Montaigne, fervent anti-colonialiste avant l'heure) : la cour y déclare que « la France, mère de liberté, ne permet aucuns esclaves » et ordonne la mise en liberté d'esclaves qu'un maître d'équipage expose à la vente.

### Aménagements coloniaux auXVIIIesiècle
Le 25 octobre 1716, un édit royal indique qu'un maître peut désormais se faire accompagner en métropole de son domestique ou d’un esclave, afin de l'instruire en religion « et pour leur faire apprendre en même temps quelque Art ou Métier », fondant donc un statut d'exception. Cet édit est refusé par le Parlement de Paris, mais entériné rapidement par ceux de Bretagne et de Bordeaux, où les intérêts coloniaux sont importants. Face aux abus, cet édit est encadré par un second, encore plus restrictif, le 15 décembre 1738. À Paris, au fur et à mesure que davantage de personnes esclavagées viennent des colonies, le refus des deux édits de 1716 et 1738 est progressivement contourné par la jurisprudence pour empêcher l'affranchissement.
En 1791, la Constituante issue de la Révolution rétablit le principe du privilège de la terre de France par loi du 28 septembre qui dispose que : « Tout individu est libre aussitôt qu'il est entré en France. ».
En 1802, Bonaparte suspend le principe par l'arrêté du 2 juillet qui interdit « aux Noirs, Mulâtres et autres gens de couleur d'entrer sans autorisation sur le territoire continental de la République » (qui dans la pratique ne s'applique qu'aux esclaves). Le même Napoléon signe également la loi du 20 mai 1802, qui maintient officiellement l’esclavage là où il n’avait pas été aboli en raison d'oppositions locales (en Martinique, à Tobago, à l’ile Maurice et à La Réunion) et l’arrêté consulaire du 16 juillet 1802 qui rétablit l’esclavage en Guadeloupe, où il avait été aboli en 1794.

### Rétablissement définitif parLouis-Philippeet extension à tous les territoires
En 1836, Louis-Philippe Ier réaffirme le principe dans une ordonnance du 29 avril qui dispose que, « dans le cas où un habitant [Blanc créole] amènerait avec lui en France un esclave de l'un ou l'autre sexe, celui-ci serait d'abord affranchi ».
En 1848, le Gouvernement provisoire de la IIe République abolit définitivement l'esclavage par le décret du 27 avril. Celui-ci réaffirme le principe et en étend le champ d'application aux colonies et autres possessions françaises. Son article 7 dispose, en effet, que : « Le principe que le sol de la France affranchit l'esclave qui le touche est appliqué aux colonies et possessions de la République. ».

### Textes officiels
- Arrêté du 13 messidor an X portant défense aux Noirs, Mulâtres et autres gens de couleur, d'entrer sans autorisation sur le territoire continental de la République, dans Bulletin des lois de la République, IIIe sér., t. 6 : Second semestre de l'an X, Paris, Impr. de la Rép., an xi (lire en ligne), bull. no 219, texte no 2001, p. 815-816.
- Ordonnance du 29 avril 1836 du relative aux esclaves des colonies amenés ou envoyés en France par leurs maîtres, dans Bulletin des lois du royaume de France, IXe sér. : Règne de Louis-Philippe Ier, roi des Français, t. 12 : Premier semestre de 1836, Paris, Impr. royale, juill. 1836 (lire en ligne), bull. no 419 du 14 mai 1836, texte no 6276, p. 172-173.